# Futebol Clube do Porto
«  FCP (football) » redirige ici. Pour les autres significations, voir FCP.
Maillots
Actualités
Le Futebol Clube do Porto, abrégé plus couramment en FC Porto ou FCP, est un club omnisports portugais de la ville de Porto, fondé en 1893. Sa section football a participé à toutes les éditions du championnat du Portugal dont il est un membre fondateur, depuis 1934. Il partage cette caractéristique avec le Benfica Lisbonne et le Sporting CP, deux clubs de Lisbonne avec lesquels il forme Os Três Grandes en français : « Les trois grands ».
Vainqueur de la Ligue des champions en 1987 et 2004, le FC Porto a dominé son championnat pendant deux décennies comme l'illustrent les quinze titres de champion remportés entre 1992 et 2013. Le FC Porto est devenu depuis, le club portugais avec le meilleur palmarès international. Le club a la particularité d'être coté en bourse. Il est présidé par André Villas-Boas depuis le 28 avril 2024.

## Histoire

### Fondation du club et premières années

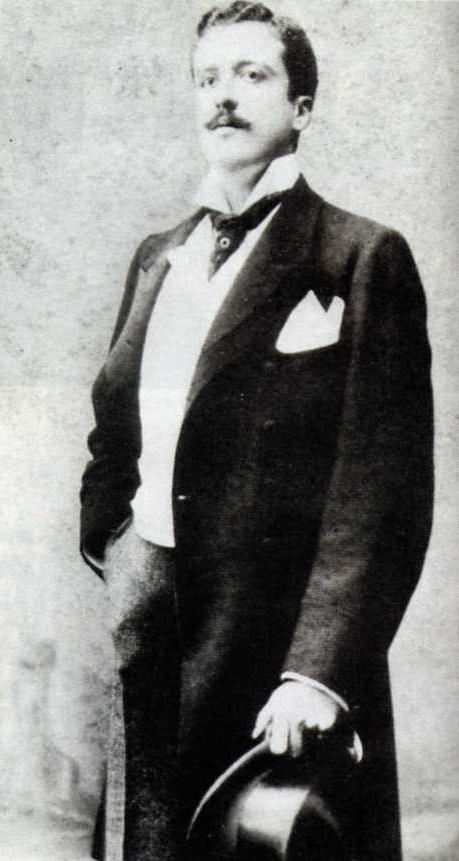
António Nicolau d'Almeida, fondateur du FC Porto.

Le 28 septembre 1893, António Nicolau d'Almeida, un jeune marchand de vin de Porto voyageant régulièrement en Angleterre, fonde une équipe de football, le Foot-Ball Club do Porto. Basée à Matosinhos, l'équipe dispute son premier match le 8 octobre contre le Club de Aveiro. Le 2 mars 1894, elle dispute et perd contre le Foot-Ball Club Lisbonense la première et seule édition de la Taça D. Carlos I (aussi connue comme la Cup d'El Rey). En 1896, quand António Nicolau d'Almeida se détourne du football à la suite de son mariage, les activités du club cessent.
En 1906, José Monteiro da Costa découvre à son tour le football lors d'un séjour en Angleterre. Fasciné, il intègre à son retour à Porto une association sportive baptisée Grupo do Destino où il développe la pratique du football. Apprenant la préexistence du club de son ami António Nicolau d'Almeida, il convainc ses associés de lui redonner vie. Le 2 août 1906, le FC Porto reprend les activités de l'association (boxe, athlétisme, polo, haltérophilie, natation, cricket et football), devenant dès lors un club omnisports. Le club reprend les installations du Grupo do Destino, trouve un terrain de football, le Campo da Rua da Rainha en français : « le terrain de la rue de la Reine », et adopte ses couleurs : le bleu et le blanc du drapeau du Portugal.
Le FC Porto est ambitieux. Il est le premier club du Portugal à recevoir une équipe étrangère, le Réal Fortuna de Vigo en 1907, et à partir jouer à l'étranger, pour le match retour en 1908. Le président nomme par ailleurs un entraîneur étranger, le Français Adolphe Cassaigne. En 1910, un premier emblème est dessiné, composé des initiales FCP en blanc marquées sur un ballon bleu.
José Monteiro da Costa meurt en janvier 1911, à 30 ans, mais le club lui survit. Une coupe opposant les clubs du Nord du Portugal sera organisée en son honneur chaque année de 1911 à 1916. Le FCP en remporte cinq des six éditions.

### Développement

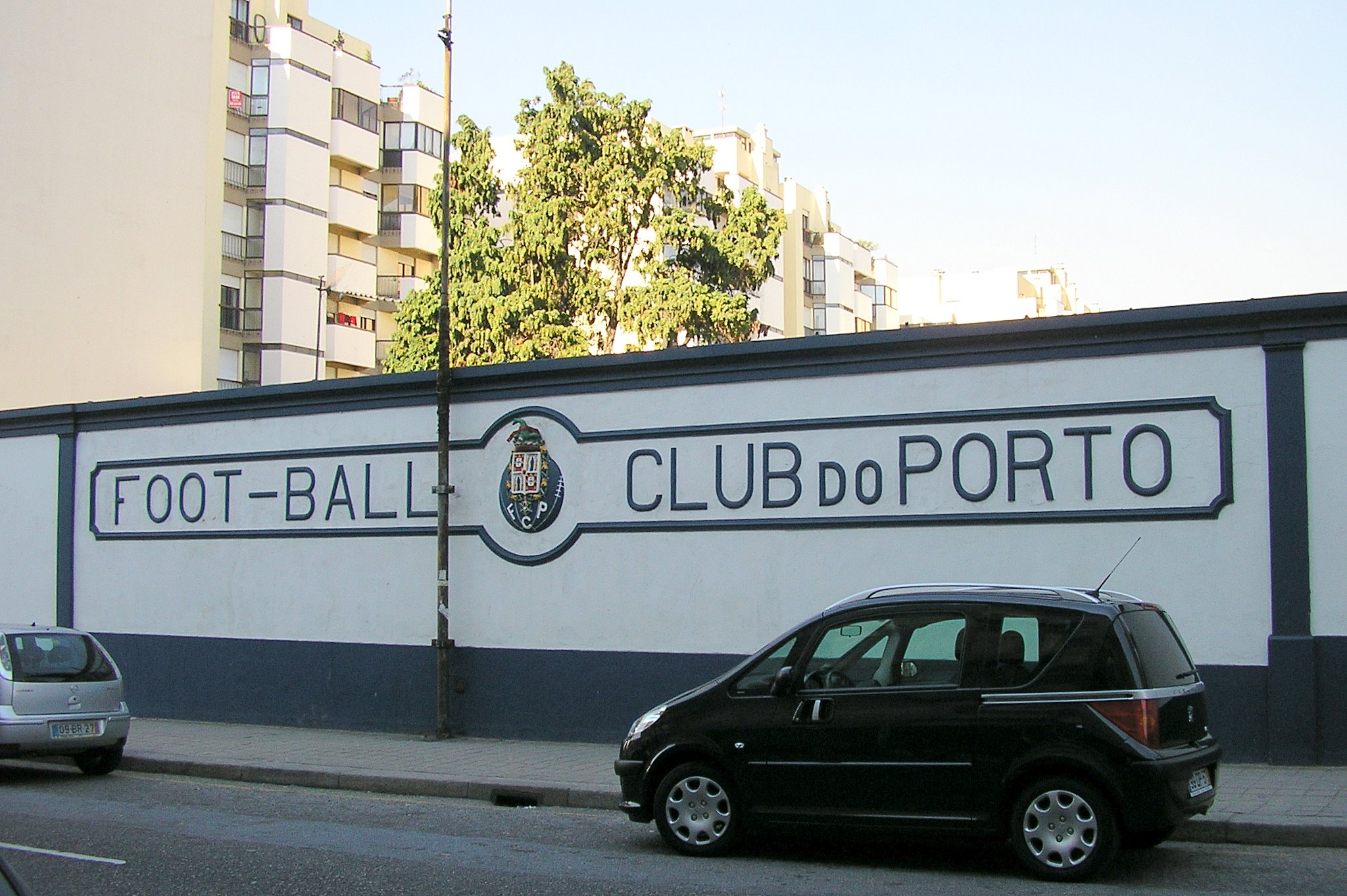
Mur du Campo da Constituição.

Forcé d'abandonner son terrain de football, devenu exigu, pour laisser place à une usine, le FC Porto déménage au Campo da Constituição en français : « le terrain de la Constitution » en juillet 1912. Peu de temps après, il fonde avec le Leixões SC une fédération régionale, l'Associação de Futebol do Porto, qui organise à partir de 1913 le championnat régional de Porto. Si la première édition est remportée par le Boavista FC, les suivantes le seront chaque année par le FCP jusqu'en 1939 (à l'exception de 1918), signe de sa domination régionale.
L'essor du FC Porto se concrétise lors de la première édition de la coupe du Portugal en 1922, la première compétition nationale de football organisée par l'União Portuguesa de Futebol. Organisée sous forme de coupe, elle est alors considérée comme le championnat national comme son nom - Campeonato de Portugal - l'indique. Le FCP atteint la finale, où il bat, en match d'appui et après prolongation, le Sporting CP (3-1). C'est le dernier titre d'Adolphe Cassaigne, présent depuis 1907 et remplacé par un entraineur appointé, le Hongrois Akös Teszler.
La victoire sur le Sporting CP suscite un réel engouement populaire et on assiste à l'augmentation du nombre de socios. À partir de 1922, l'équipe compte dans ses rangs un ancien professionnel anglais, Norman Hall, plusieurs fois meilleur buteur. En 1925, les funérailles de Velez Carneiro, un des joueurs vedettes de l'équipe retrouve assassiné, sont suivies par un nombre impressionnant de fans. Le FCP remporte une deuxième fois le championnat national en 1925, face au Sporting encore. En novembre 1928, le club recrute comme entraîneur l'international hongrois József Szabó.
Par ailleurs le club omnisports poursuit son développement et de nouvelles sections sportives sont lancées : le basket-ball en 1926, le rugby à XV en 1928, le handball à onze en 1932, le tennis de table en 1937.
Le campo da Constituição s'avère petit face au succès populaire de l'équipe de football, qui se trouve contrainte de jouer sur des terrains de location, l'Estádio do Lima et le Campo do Ameal. Le projet de construction d'un nouveau stade est approuvé à l'unanimité lors d'une assemblée générale en 1933 mais le club peine à trouver un terrain. Le projet est concrétisé par un emprunt obligatoire lancé en 1937 qui permet d'acheter dix ans plus tard 48 000 mètres carrés de terrain dans le quartier das Antas, à l'Est de la ville.
En 1945, le club compte 8 000 socios. Il poursuit sa croissance et son élargissement à de nouvelles disciplines : le billard et la pêche sportive en 1940, le volleyball en 1943, le cyclisme en 1945.[réf. nécessaire]
Le projet de nouveau stade prend une ampleur nationale, notamment après la première et historique victoire sur un club anglais, l'Arsenal Football Club en 1948 sur le score de 3-2. En 1949 est scellée la première pierre du nouveau stade. Ce stade est appelé simplement « stade du FC Porto » mais se fait connaitre bientôt comme l'Estádio das Antas, du nom du quartier dans lequel il est édifié. La construction, qui commence seize années après la décision initiale, est soutenue par les socios, la Région Nord du Portugal et la ville de Porto, qui offrent pèle-mêle argent, matériaux de construction, location de véhicule de transport, règlement des payes des ouvriers. La capacité initiale du stade est de 44 000 places. Le stade est inauguré le 28 mai 1952 en présence du Général Craveiro Lopes, le président du Portugal. Ce stade se transforme progressivement en complexe sportif avec une piscine, deux pavillons sportifs et diverses installations pour la pratique des autres sports du club.
Sur le plan sportif, la situation est plus terne. En 1956, le club rompt avec un jeun sévère de titre en remportant le championnat et la coupe du Portugal. En 1959, Porto remporte de nouveau le championnat portugais mais débute alors une longue période de 18 ans sans nouveau titre national de la section football. C'est le Mestre en français : « le maître » José Maria Pedroto qui met fin à la période noire du FC Porto en 1978 en remportant le championnat, grâce notamment au talent de son buteur Fernando Gomes.
Dans les années 1960, le club voit un élargissement de ses activités sportives, le sport automobile en 1960, les échecs en 1967.

### L'ère Pinto da Costa
L'année 1982 marque un virage important pour le FC Porto avec l'accession à la direction de Jorge Nuno Pinto da Costa, le directeur du département football du club, de manière plus ou moins autoritaire. Ambitieux, il installe un climat détestable au sein du club entre la direction et les supporters, utilisant les médias dans son intérêt et fragilisant la situation de son prédécesseur Américo Gomes de Sá. Sous sa présidence, le FC Porto va pourtant connaitre une ascension fulgurante aux plans national et international.
En 1984, le club atteint la finale de la Coupe d'Europe des vainqueurs de coupe. Cette première finale européenne est perdue face à la Juventus de Michel Platini. Il ne faut attendre que trois ans pour voir le club soulever sa première coupe continentale, grâce à une victoire en finale de Coupe des clubs champions européens contre le Bayern Munich, marquée par le célèbre but de Rabah Madjer d'un geste de talonnade qui porte désormais son nom (2-1). Le club remporte dans la foulée la Supercoupe d'Europe contre l'Ajax Amsterdam et la Coupe intercontinentale contre CA Peñarol de Montevideo. À ce succès s'ajoutent plusieurs championnats portugais, le FC Porto reléguant la concurrence de Lisbonne (Benfica, Sporting) aux places d'honneur.
En 1990, le FC Porto opère de profondes mutations institutionnelles et entre dans l'ère des sociétés sportives à but lucratif :
- création du FC Porto, Futebol, SAD en 1990 gérant les intérêts de la branche sportive du FC Porto.
- création du FC Porto, Basquetebol, SAD en 1990 gérant les intérêts de la branche basket-ball du FC Porto.
- création de la Porto multimédia gérant l'image du club.
- création de la Porto commercial gérant la branche commerciale liée au club.

La nouvelle gestion ne tolère pas les postes déficitaires, ce qui a pour conséquence immédiate la suppression des sections échecs, rugby à XV, tennis de table et volleyball.
En 2000, le FC Porto prend une nouvelle dimension avec la création d'un centre de formation interne et la construction d'une nouvelle enceinte à l'occasion de l'Euro 2004, l'Estadio do Dragão (en français : « stade du Dragon »), inauguré en 2003. Sous la direction du charismatique José Mourinho, le club remporte en 2003 la Coupe de l'UEFA contre le Celtic Glasgow (victoire 3-2 en finale), puis l'année suivante la Ligue des champions contre le club français de l'AS Monaco (victoire 3-0 en finale), appliquant un jeu de contre-attaque avec une grande efficacité.
En 2005, Antero Henrique est nommé Directeur sportif avant de partir en septembre 2016.

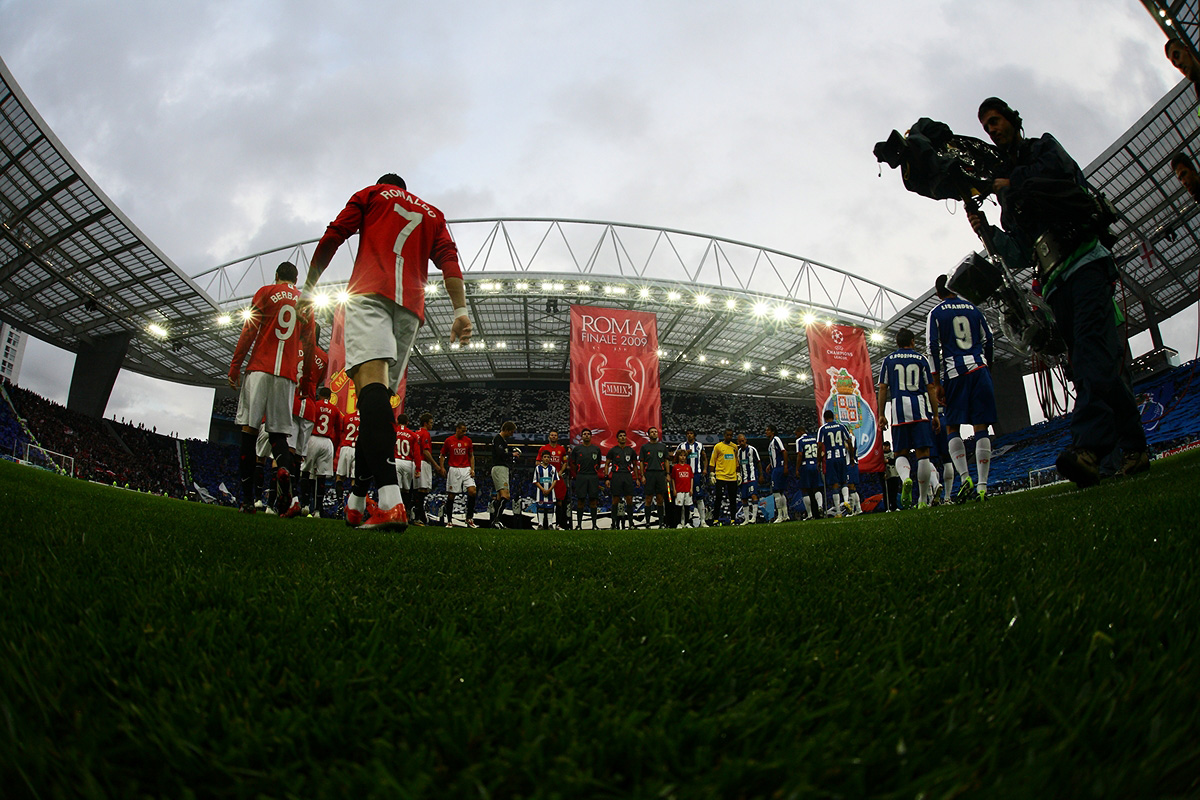
Entrée des joueurs en quart de finale de la Ligue des champions 2009.

Le club remporte de nouveau la Coupe intercontinentale mais ne gagne rien pendant la saison 2004-2005. Les années suivantes sont prolifiques pour le FCP avec quatre titres nationaux consécutifs et deux coupes du Portugal. Le club remporte quatre titres de champion d'affilée en 2006, 2007, 2008 et 2009. La saison 2009-2010 est en demi-teinte avec une troisième place en championnat décevante avec pour seule consolation la coupe du Portugal.
La saison suivante voit l'éclosion d'une équipe qui reste invaincue toutes compétitions confondues jusqu'au mercato hivernal. C'est une saison forte en records pour le FC Porto, tant au niveau des performances de l'équipe que pour l'entraîneur André Villas-Boas. Le FC Porto gagne le championnat portugais en restant longtemps invaincu et va battre le Benfica le 20 avril en demi-finale de la Coupe du Portugal. L'anecdote retient de cette demi-finale que les adversaires vaincus du soir ont éteint les lumières de l'Estádio da Luz (luz, lumière en portugais) et déclenché l'arrosage automatique de la pelouse afin que le FC Porto ne puisse pas fêter leur victoire avec leurs supporters dans l'antre de Benfica. André Villas-Boas réalise deux performances inédites : passer une demi-finale avec 2 buts de retard s'assurant ainsi de jouer la finale de la Coupe du Portugal et devenir l'entraîneur à avoir fait le plus de matchs officiels en une saison au Portugal (56). L'équipe termine la saison invaincue en championnat, ce qui n'était arrivé qu'une fois dans l'histoire de la Liga portugaise et relègue le second (Benfica) à 21 points. Le FC Porto bat le record de points obtenus en une saison depuis que le championnat est passé à 16 équipes. Le 22 mai 2011, le FC Porto remporte son quatrième trophée de la saison, la coupe du Portugal, en battant le Vitória SC 6 à 2. C'est la troisième fois consécutive que le club remporte la coupe du Portugal.

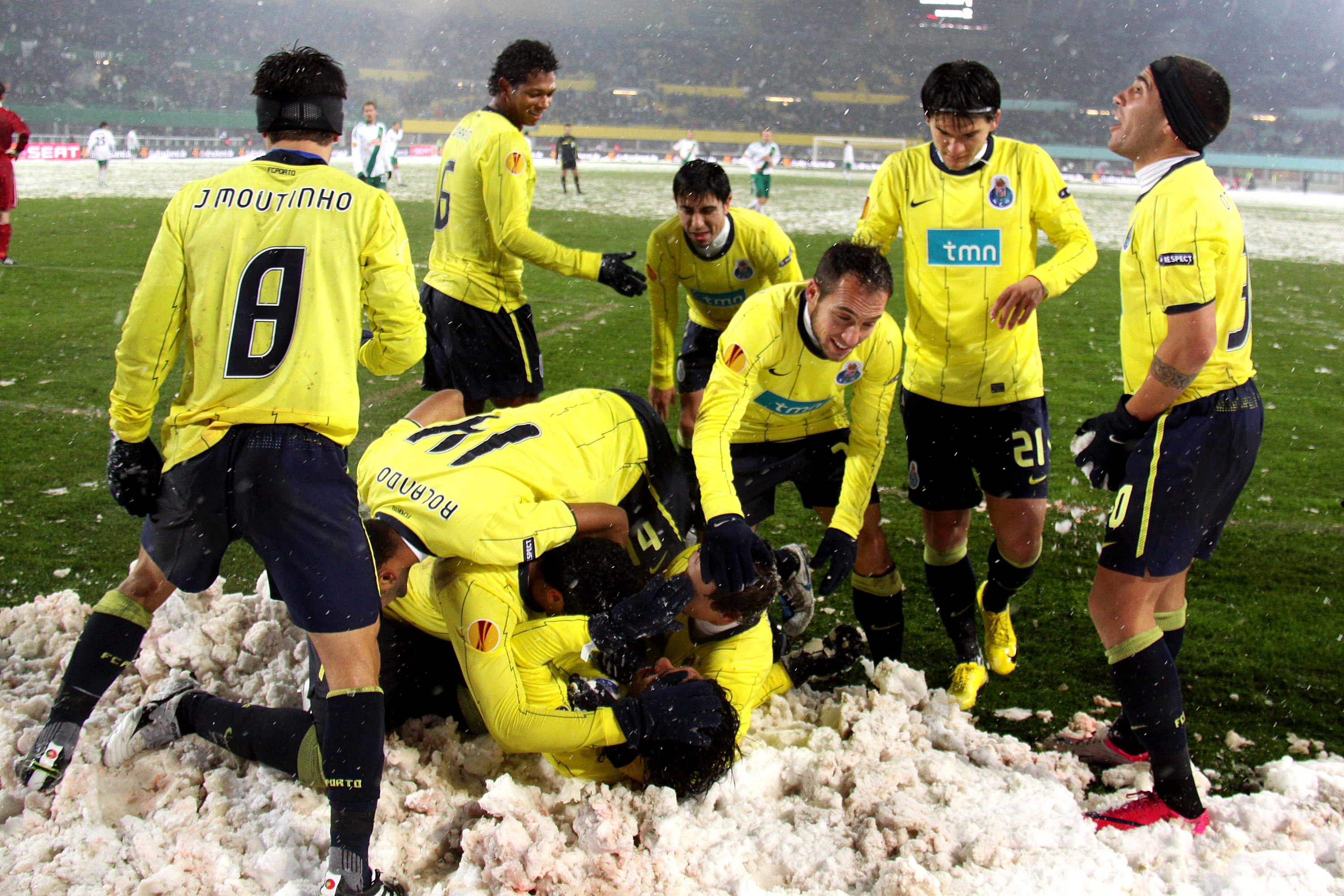
Match victorieux du FC Porto en Ligue Europa contre le Rapid Vienne.

Le mercredi 18 mai 2011, Porto remporte la Ligue Europa sur le score de 1-0 face au SC Braga à Dublin et André Villas-Boas devient le plus jeune entraîneur à gagner une compétition européenne, à 33 ans. Falcao marque 16 buts dans la compétition, dépassant le précédent record de Jürgen Klinsmann (15 buts en 1995). Le 22 juin 2011, l'entraîneur natif de Porto signe un contrat avec le Chelsea FC, en échange d'une indemnité de 15 millions d'euros. Pinto da Costa nomme son adjoint Vítor Pereira comme entraîneur principal. Par ailleurs, le buteur Falcao annonce qu'il souhaite quitter le club pour l'Atlético de Madrid. La pépite est cédée en échange d'une indemnité de 40 millions d'euros, transaction la plus élevée de l'histoire du club.
La saison 2011-2012 démarre dans la difficulté pour le FC Porto. Le club compte en janvier 2012 jusqu'à cinq points de retard sur son rival du sud le SL Benfica et se trouve écarté de la Ligue des champions et reversé en Ligue Europa, dont il est éliminé par Manchester City. Le retour de Lucho González en janvier 2012 et les contreperformances du leader lui permettent de remporter finalement un 26e titre national. Le club conserve son titre la saison suivante.
L'année suivante le FC Porto gagne son troisième titre de champion consécutif en faisant un hold-up au Benfica Lisbonne, dans le Classicò de l'avant dernière journée (2-1), ce qui permet de les devancer de 1 point au classement. Dans la dernière journée les Dragões s'assurent le titre de champion en battant le troisième (0-2). Sur le plan européen, ils parviennent aux huitièmes de finale aller de la Ligue des champions et dominent (1-0) Malaga, mais le match retour tourne au cauchemar avec l'expulsion de Defour (0-2).
La saison 2013-2014 est marquée par l'arrivée du jeune entraîneur Paulo Fonseca qui vient de boucler l'exercice précédent par une surprenante troisième place avec le Paços de Ferreira, il emmène dans ses valises son ancien joueur Josué (formé au FC Porto). Lica, Ricardo Pereira, Quintero, Herrera, Carlos Eduardo et Nabil Ghilas sont les autres arrivées ! Côté départ João Moutinho ainsi que James Rodriguez quittent le club pour rejoindre l'AS Monaco. La saison débute bien pour les Portistas avec le titre en SuperTaça Cândido de Oliveira, Porto hérite d'un groupe assez homogène en Ligue des champions. Leader du championnat jusqu'en décembre 2013 (défaite contre Coimbra), le FCP ne passe pas les phases de poules de la Ligue des champions mais jouera la Ligue Europa, faisant surgir les premières critiques sur le fond de jeu de l'équipe du nouvel entraîneur Paulo Fonseca. Début janvier, Ricardo Quaresma fait son retour au FCP et au Portugal. Distancés en championnat, Paulo Fonseca est démis de ses fonctions le jour de son anniversaire. Luis Castro assura l’intérim jusqu'à l'issue de la saison. Le FCP termine troisième derrière le Sporting et Benfica (champion), au niveau européen, le FCP a été éliminé en 1/4 de finale de Ligue Europa par le futur vainqueur, le FC Séville.

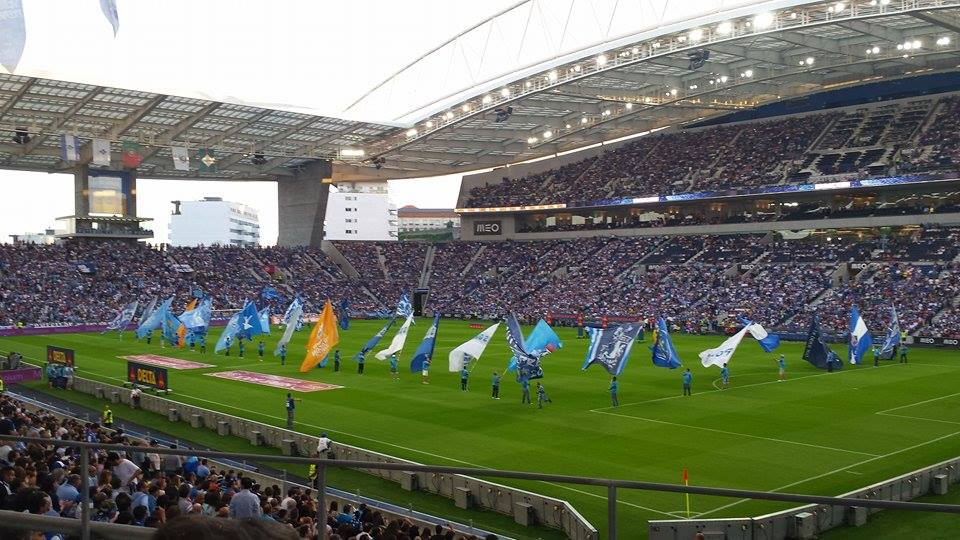
Estadio do Dragao lors du match contre Maritimo 2014-2015

La saison 2014-2015 voit l'arrivée d'un entraîneur espagnol Julen Lopetegui, Luis Castro (qui avait assuré l'intérim jusqu'à la fin de saison dernière) reprend sa place d'entraîneur de l'équipe B en 2e division. Eliaquim Mangala et Fernando Reges sont les principaux départs de cette nouvelle saison. Une "vague" de joueurs espagnols (ou ayant évolué en Liga) arrivent au FCP Yacine Brahimi, Adrián López, Casemiro, Cristian Tello,Oliver Torres, Bruno Martins Indi et Daniel Opare (fin de contrat). La saison commence par une victoire grâce à un but d'un jeune joueur du centre de formation Rúben Neves qui devient le plus jeune buteur de l'histoire du FC Porto. Opposé en barrages de la Ligue des champions au LOSC, le FCP s'impose à l'aller 1-0 au stade Pierre-Mauroy et 2-0 au retour au Dragão, le club se qualifie pour les phases de groupes de la C1. Porto va connaître un mois de septembre assez mitigé avec quatre matches nuls (dont trois en Liga) et une victoire (6-0 contre le Bate Borisov en C1). Le mois d'octobre commence par une victoire à domicile contre Braga. Mais le club se fera éliminer en Coupe du Portugal par le Sporting CP à domicile, le FCP n'est plus invaincu toutes compétitions confondues. Après cette défaite, le FCP est resté sur neuf rencontres consécutives, toutes compétitions confondues, sans défaites (sept victoires et deux nuls). Le 14 décembre, lors de la 13e journée, Porto a l'occasion de prendre la première place de Benfica en cas de victoire contre ce dernier. Mais les Dragons s'inclinent 2-0 à domicile (doublé de Lima), c'est la première défaite du club en Liga cette saison, le Benfica s'échappe au classement en prenant 6 points d'avance. Malgré un large succès 4-0 contre Setubal, le FCP reste à 6 points du leader et deuxième en cette fin d'année 2014. Le début d'année 2015 commence par une victoire 5-1 à Barcelos contre Gil Vicente Futebol Clube, Yacine Brahimi et Vincent Aboubakar rejoignent leurs sélections respectives pour la CAN. Ces départs n'empêchent pas le FCP de continuer à gagner en championnat et en coupe. Le 21 janvier, Daniel Opare qui n'aura disputé aucun match en équipe première est prêté au Besiktas jusqu'à la fin de la saison avec option d'achat. Ce même jour, Porto fait match nul à Braga en coupe de la ligue en ayant terminé la première période à 9 à la suite des expulsions de Evandro et Reyes, Helton aura permis à son club de ne pas perdre. Porto connait son adversaire pour les 8es de finale de Ligue des champions qui est le FC Bâle, un adversaire que le club Portista n'a jamais affronté de son histoire. Le premier match, en Suisse, se solde par un match nul 1-1. Au retour, sans Jackson Martinez (blessé), les Suisses s'inclineront lourdement 4-0 (Brahimi, Herrera, Casemiro et Aboubakar sont les buteurs). Porto est le seul club invaincu et qualifié en quarts de finale en Ligue des champions. Au tirage au sort, le FCP hérite du FC Bayern München, qui est un des favoris pour le titre final. Début avril, le club se fait éliminer à Madère en demi-finale de Taça da Liga et reste en course en Liga (trois points de retard sur son rival, Benfica) et en Ligue des champions. Et dans cette dernière, le FC Porto frappe un grand coup dès le match aller, avec une victoire 3-1 au Dragão, de quoi entrevoir les demi-finales de Ligue des champions, ce qui serait une première depuis 2004, année du dernier sacre dans cette compétition. Entre la Ligue des champions, le FCP a affronté l'Académica (Victoire 1-0) avec une équipe remaniée en vue du retour trois jours plus tard à Munich. Le FC Porto débute alors une semaine très importante en vue de sa fin de saison, avec le retour à Munich et un déplacement chez le leader, Benfica (trois points d'avance). Après un match aller très convaincant du FCP, le retour a vite tourné à l'avantage du Bayern qui menait 5-0 à la mi-temps, Porto est donc battu finalement 6-1, première défaite de la saison dans cette compétition, lourde de conséquence pour les Dragão qui sont éliminés. Le clasico contre le Benfica se solde par un 0-0 et laisse les Dragons à trois points des Aigles qui termineront champions pour la deuxième saison consécutive.
Comme toutes les saisons, le FCP enregistre une vague de départ et d'arrivée. Parmi les départs, le capitaine Jackson Martinez (Atlético), le vice-capitaine Danilo (R.Madrid), Alex Sandro (Juve), Ricardo Quaresma (Besiktas). Dans le sens des arrivées, Danilo Pereira (Maritimo), André André (Vitoria SC), Maxi Pereira (SL Benfica), Alberto Bueno (Rayo Vallecano) et Imbula (OM). Ce dernier est devenu le joueur le plus cher de l'histoire du club et du championnat (20 millions d'Euros). La saison du FCP commence à domicile face au Vitoria SC, victoire des Dragão 3-0.
Le 6 juin 2017, Sergio Conceição est officialisé nouvel entraîneur du FC Porto.
André Villas-Boas devient le président du FC Porto le 28 avril 2024, il remplace Jorge Nuno Pinto da Costa, ce dernier quitte la présidence après 42 ans.

## Palmarès et records

### Palmarès
Le FC Porto est le club portugais le plus titré au niveau des compétitions internationales, avec deux coupes intercontinentales et cinq coupes européennes, soit un total de sept coupes internationales.
Le FC Porto apparaît au 12e rang du classement mondial des clubs de l'IFFHS sur la période 1991-2009.
À l'issue de la saison 2022/23, le club a remporté 30 championnats du Portugal.
| Compétitions internationales | Championnats nationaux |
| --- | --- |
| - Coupe intercontinentale (2) - Vainqueur : 1987 et 2004. - Coupe des clubs champions européens / Ligue des champions (2) - Vainqueur : 1987 et 2004. - Coupe UEFA / Ligue Europa (2) - Vainqueur : 2003 et 2011. - Coupe d'Europe des vainqueurs de coupes (0) - Finaliste : 1984. - Supercoupe de l'UEFA (1) - Vainqueur : 1987. - Finaliste : 2003, 2004 et 2011. - Coupe Ibérica (2) - Vainqueur : 1935 et 2019. | - Championnat du Portugal (30) - Champion : 1935, 1939, 1940, 1956, 1959, 1978, 1979, 1985, 1986, 1988, 1990, 1992, 1993, 1995, 1996, 1997, 1998, 1999, 2003, 2004, 2006, 2007, 2008, 2009, 2011, 2012, 2013, 2018, 2020 et 2022. - Vice-champion : 1941, 1951, 1954, 1957, 1958, 1962, 1963, 1964, 1965, 1969, 1975, 1980, 1981, 1983, 1984, 1987, 1989, 1991, 1994, 2000, 2001, 2005, 2015, 2017, 2019, 2021 et 2023. |
| Coupes nationales | Compétitions régionales |
| - Supercoupe du Portugal (24) - Vainqueur : 1981, 1983, 1984, 1986, 1990, 1991, 1993, 1994, 1996, 1998, 1999, 2001, 2003, 2004, 2006, 2009, 2010, 2011, 2012, 2013, 2018, 2020, 2022 et 2024. - Finaliste : 1979, 1985, 1988, 1992, 1995, 1997, 2000, 2007, 2008 et 2023. - Coupe du Portugal (20) - Vainqueur : 1922, 1925, 1932 et 1937, 1956, 1958, 1968, 1977, 1984, 1988, 1991, 1994, 1998, 2000, 2001, 2003, 2006, 2009, 2010, 2011, 2020, 2022, 2023 et 2024. - Finaliste : 1924, 1931, 1953, 1959, 1961, 1964, 1978, 1980, 1981, 1983, 1985, 1992, 2004, 2008, 2016 et 2019. - Coupe de la Ligue (1) - Vainqueur : 2023. - Finaliste : 2010, 2013, 2019 et 2020. | - Championnat du Nord du Portugal (5) - Vainqueur : 1911, 1912, 1914 à 1916. - Coupe du nord du Portugal (3) - Vainqueur : 1968, 1971 et 1972. - Championnat de Porto (30) - Vainqueur : 1915 à 1917, 1919 à 1939, 1941, 1943 à 1947. - Coupe de Honra (14) - Vainqueur : 1916, 1917, 1948, 1957, 1958, 1960 à 1966, 1981 et 1984. - Coupe Liga Intercalar (du Nord) (1) - Vainqueur : 2009 - Tournoi Inicio (8) - Vainqueur : 1960, 1961, 1963, 1965, 1966, 1967, 1973, 1974, - Coupe Bronze Associação (2) - Vainqueur : 1921, 1922 - Coupe Jose Maria Pedroto (2) - Vainqueur : 1989, 1990 |

### Bilan en Coupe d'Europe
Seul club avec Liverpool à avoir gagné successivement la Coupe UEFA et puis la Ligue des champions.[réf. nécessaire]

### Statistiques et records
(janvier 2015).
Club
- Joueur le plus capé : João Pinto avec 587 matchs à son actif.
- Meilleur buteur : Fernando Gomes avec 355 buts au compteur en 451 matchs officiels.
- Meilleur buteur en compétitions européennes : Radamel Falcao avec 21 buts.
- Le FC Porto est le troisième club qui compte le plus de Souliers d'or européens avec 3 souliers d'or décernés (2 pour Fernando Gomes et 1 pour Jardel).
- Gardien de but avec les meilleures statistiques : Vítor Baía.
- Plus grand nombre de buts marqués à domicile en compétitions européennes : 9-0 contre Rabat Ajax.
- Plus grand nombre de buts marqués en compétitions européennes à l'extérieur : 8-1 contre Portadown.
- Plus grand nombre de buts marqués en championnat à domicile : 12-1 contre Carcavelinhos en 1941/1942.
- Plus grand nombre de buts marqués en championnat à l'extérieur : 12-1 contre l'Académico en 1938/1939.
- Plus grand nombre de buts marqués en championnat à domicile : 15-1 contre la Sanjoanense en 1942/1943.
- Plus grand nombre de buts marqués en championnat à l'extérieur : 12-1 contre Leixões en 1939/1940.
- Plus grand nombre de buts marqués en une saison : 97 buts.
- Saison avec le moins de buts encaissés : saison 1979-1980 et 1983-1984 avec seulement 9 buts encaissés.
- Championnat gagné avec le plus de points : saison 1990-1991 avec 67 points (victoires à 2 points).
- Championnat gagné avec le plus de points : en 2002-2003 avec 86 points (victoires à 3 points).
- Saison avec le plus de but marqués : 88 buts pendant la saison 1987-1988.
- Saison avec la plus grosse différence de points entre le premier et le deuxième : saison 2010-2011, avec 21 points sur Benfica.
- Le FC Porto a joué 1 002 matchs dans l'Estádio das Antas : 803 victoires, 119 matchs nuls et 80 défaites.
- Le FC Porto, avec 48 victoires, est le club avec le plus de victoires à l'extérieur en compétitions internationales.
- Plus grande affluence : 115 000 pendant la demi-finale de Ligue des champions contre le Dynamo Kiev en 1986/1987, à l'Estádio das Antas.
- Le FC Porto est le club portugais le plus titré avec 121 trophées officiels (nationaux et internationaux) devant Benfica avec 113 trophées et le Sporting qui en comptabilise 85.

Championnat
- Total des matchs joués par le FC Porto (Toute Compétition Confondue) : 3 495 dont 2 242 victoires, 624 nuls et 629 défaites.
- Participations en Liga portugaise : 87.
- Nombre championnats remportés : 29.
- Matchs de Liga joués : 2 466 dont 1 643 victoires (66,63 %), 447 nuls (18,13 %) et 376 défaites (15,25 %).
- Matchs joués à domicile : 1 233 dont 998 victoires (80,94 %), 154 nuls (12,49 %) et 81 défaites (6,57 %).
- Matchs joués à l'extérieur : 1 233 dont 645 victoires (52,31 %), 293 nuls (23,76 %) et 295 défaites (23,92 %).
- Nombre de buts marqués et encaissés en Liga : 5 468 et 2 178.

Records au niveau international
- Le FC Porto est considéré par le "Club World Ranking (21st Century)" de l'Oosterpark Rankings, comme étant le meilleur club portugais du XXIe siècle, le 5e d'Europe et le 6e au niveau mondial (toujours pour le XXIe siècle).
- Selon le Classement mondial des clubs de l'IFFHS, depuis 1991, le FC Porto est le meilleur club portugais, le 9e meilleur d'Europe et le 12e meilleur du monde.
- Selon le "Worldwide Historical Clubs Ranking" du Brésilien Marcelo Leme de Arruda, le FC Porto est le meilleur club portugais, le 9e meilleur d'Europe et le 12e meilleur du monde.
- Le FC Porto est le club portugais avec le plus de titres internationaux, le 3e de la péninsule Ibérique et le 8e du monde.
- Le FC Porto est le club qui a gagné le plus de titres depuis la saison 1974/75 avec 58 trophées.
- Le FC Porto était le seul club portugais membre du G-14.
- Le président du FC Porto, Jorge Nuno Pinto da Costa, est le président de club le plus titré au monde, loin devant le mythique Santiago Bernabéu du Real Madrid et Josep Lluís Núñez du FC Barcelone.
- Mário Jardel était le joueur ayant marqué le plus de buts, tout championnats confondus durant la saison 1998/1999.
- Mário Jardel a établi un record mondial de buts en une seule mi-temps durant la saison 1997/1998 en marquant 7 buts en 45 minutes contre la Juventude SC en Coupe du Portugal.
- Le FC Porto est le club portugais comptabilisant le plus de Souliers d'or européens avec 3 souliers d'or : 2 gagnés par Fernando Gomes (surnommé Bibota en l'honneur de ses deux souliers d'or) et 1 par Mário Jardel. Mário Jardel a été élu soulier d'argent pendant la saison 1996/1997 et soulier de bronze pendant la saison 1999/2000.
- Le FC Porto a une des meilleures statistiques à domicile en matchs européens au niveau mondial avec 29 matchs sans défaite (de 1974/75 à 1977/78).
- Le FC Porto a formé quelques-uns des plus grands joueurs portugais de l'histoire, notamment Vítor Baía qui est le second joueur le plus titré de l'histoire du football avec 33 titres, derrière Ryan Giggs (35 titres).
- Le FC Porto est le club avec le plus de participations en Ligue des champions de l'UEFA (17 fois). Le club a à peine manqué la saison 1994/95, 2002/03 (vainqueur de la Coupe UEFA), 2010/11 (vainqueur de la Ligue Europa).
- Le FC Porto a récemment annoncé compter 137 750 abonnés[7] (en portugais : sócios).
- Le Futebol Clube do Porto est le club le plus riche du Portugal avec 68,1 millions d'euros gagnés en un an.
- Le FC Porto a vendu pour 249,1 millions d'euros de joueurs sur les cinq dernières années.

Records au niveau national
- Le Futebol Clube do Porto est le seul club portugais à avoir été champion du monde des clubs (2 fois en 1987 et en 2004), à avoir gagné une Coupe UEFA et une Supercoupe de l'UEFA.
- L'UEFA a désigné le FC Porto comme étant le club de l'année en 2003 et en 2004.
- Le FC Porto est le seul club portugais à avoir réussi le triplé : gagné le championnat national, la coupe nationale et un trophée européen en une saison.
- Le FCP est le seul club portugais deux fois tetracampeão (4 championnats gagnés d'affilée) et est le seul club portugais à avoir été pentacampeão (5 championnats d'affilée).
- Le Futebol Clube do Porto détient le record d'invincibilité à domicile avec 119 matchs à domiciles sans défaites, du 3 janvier 1982 au 16 avril 1989 (près de 7 ans), dans son ancien Estádio das Antas.
- Le FC Porto est le club qui à le plus grand groupe de supporters du Portugal avec 11 000 membres (Super Dragões), ce qui en fait aussi un des plus grands du monde.
- Le Futebol Clube do Porto a gagné 12 matchs consécutifs contre le Benfica (du 05/03/1995 au 21/09/2003).
- Depuis 30 ans le Futebol Clube do Porto est le club qui fournit le plus de joueur à la Selecção portugaise.
- Les socios de Porto ont le record de supporters en déplacement avec pas moins de 50 000 Portistas ayant fait le déplacement dans l'ancien Estádio da Luz (soit la moitié du stade) pendant la saison 1988/1989. Le match s'est soldé par un nul un partout (but de Jaime Magalhães pour Porto et de Diamantino pour Benfica).
- Le FC Porto a battu le Benfica 12 matchs d'affilée à domicile (du 5 mars 1995 au 21 septembre 2003), établissant ainsi le record du plus grand nombre de matchs gagnés à domicile d'affilée entre les deux clubs.

## Identité du club

### Blason
Le premier blason est l'œuvre d'Augusto Baptista Ferreira, un joueur du club. Il représente un ballon de football de couleur bleue sur lesquelles sont imprimées en blanc les initiales du club « FCP. ». Progressivement l'emblème devient plus abouti, en y ajoutant les armes de la ville de Porto. Le blason actuel associe ainsi l'emblème de la ville à celui du club à sa fondation. Sur ce blason on reconnaît l'un des symboles du FC Porto : le dragon, posé sur les fortifications de la ville pour la défendre contre les envahisseurs.
Le choix des couleurs bleu et blanc du FC Porto sont la conséquence de la volonté des fondateurs du club d'une recherche d'identité nationale : pour ce faire, ils reprennent les couleurs du drapeau monarchique portugais qui était bleu et blanc.
La devise du club est Cidade Invicta en français : « la ville invaincue », par ailleurs le surnom de la ville de Porto.

Logo actuel du club

### Le symbole du club: le Dragon
Le Dragon est l'animal de légende qui protège le FC Porto. Il est censé terrasser ses adversaires par son feu dévastateur. La légende du dragon s'est enraciné dans l'esprit du club, des dirigeants et de ses supporters si bien que désormais on parle de la « Chama do Dragão » en français : « le feu du dragon » pour qualifier l'esprit de conquête du club.
Le dragon du FC Porto, symbolique protectrice du club, s'est transposé dans la culture populaire de la ville de Porto au travers du club.

Le Dragon du FC Porto

### Hymne du FC Porto
« Oh, meu Porto, onde a eterna mocidade
Diz à gente o que é ser nobre e leal
Teu pendão leva o escudo da cidade
Que na história deu o nome a Portugal. »
« Oh, mon Porto, où l'éternelle jeunesse
Enseigne au peuple ce que c'est d'être noble et loyal
Ton blason porte le bouclier de la ville 
Qui dans l'histoire a donné le nom au Portugal. »
Refrain :
« Oh, campeão, o teu passado
É um livro de honra de vitórias sem igual
O teu brasão abençoado
Tem no teu Porto mais um arco triunfal
Porto ! (x10) »
« Oh, champion, ton passé
Est un livre d'honneur de victoires sans équivalent
Ton blason bénit
A Porto un arc de triomphe
Porto ! (x10) »
« Quando alguém se atrever a sufocar
O grito audaz da tua ardente voz
Oh, Oh, Porto, então verás vibrar
A multidão num grito só de todos nós. »
« Lorsque quelqu'un tentera de suffoquer
Le cri audacieux de ta voix ardente
Oh Porto alors tu verras vibrer
La foule dans un cri de nous tous. »

### Infrastructures du club

#### Stades
Estádio das Antas
Le Stade das Antas a été le stade du FC Porto durant 52 ans. Une proposition de réalisation d'un nouveau stade a été approuvée à l'unanimité lors d'une assemblée générale en 1933 et le projet a été concrétisé par un emprunt obligationiste qui a permis d'acheter 48 000 mètres carrés de terrain dans le quartier das Antas de Porto. Ce n'est qu'en 1949 — soit 16 ans après la décision en assemblée générale de construire un stade — que la première pierre du stade a été scellée comme symbole du commencement des travaux. José Bacelar, socios numéro 1 du club de Porto, a payé la première journée de salaire de tous les ouvriers du stade. La Ville de Porto ainsi que la Région Nord ont participé à la construction de ce stade en offrant deux cortèges de matériaux pour la réalisation de ce stade : il restera l'image de cortèges de camions, fourgonnettes, voitures, transportant le matériel nécessaire et témoignant de l'effort de l'ensemble de la population locale dans le dessin de voir enfin se réaliser le stade das Antas. Cependant la surface de terrain étant insuffisante, il a fallu convaincre les propriétaires adjacents de vendre leur parcelle de terrain afin que le FC Porto puisse bénéficier d'une superficie totale de 63 220 mètres carrés. La capacité initiale du stade était de 44 000 places et il a été inauguré le 28 mai 1952 en présence du Général Craveiro Lopes, le président du Portugal. Ce stade a été détruit pour faire place au nouveau Estádio do Dragão (Stade du Dragon).
Estádio do Dragão
Inauguré le 16 novembre 2003, le Stade du Dragão est le nouveau stade du FC Porto et vient remplacer l'ancien stade das Antas situé plus haut dans le quartier das Antas de Porto. Ce stade est un stade de catégorie 4 UEFA qui dispose de 50 033 places assises. Sa construction est l'une des plus délicates sur le plan technique mais aussi politique à cause de multiples interventions de la municipalité de Porto dans sa construction ce qui repousse à maintes reprises son achèvement, et met un climat détestable entre le maire de Porto, Rui Rio, et le président du FC Porto, Jorge Nuno Pinto da Costa.
Ce stade est une réalisation de l'architecte portugais Manuel Salgado. Il est le premier stade européen à avoir obtenu le certificat européen "greenlight" au travers de l'ADENE (agence européenne pour l'énergie) ; certificat rémunérant l'effort dans la réalisation de ce stade pour une utilisation rationnelle de l'énergie dans son éclairage. Le stade est qualifié de niveau A pour la réception de n'importe quel évènement sportif international. Son coût approche les 100 millions d'euros. Le terrain est éclairé de 220 projecteurs de 2 000 W (1600 lux en tout).

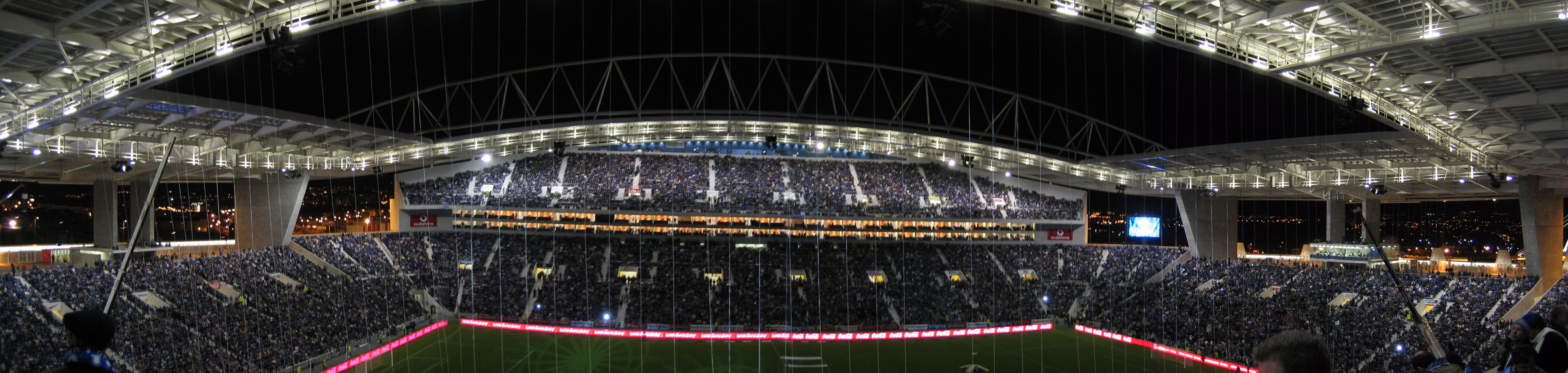
Vue panoramique du stade
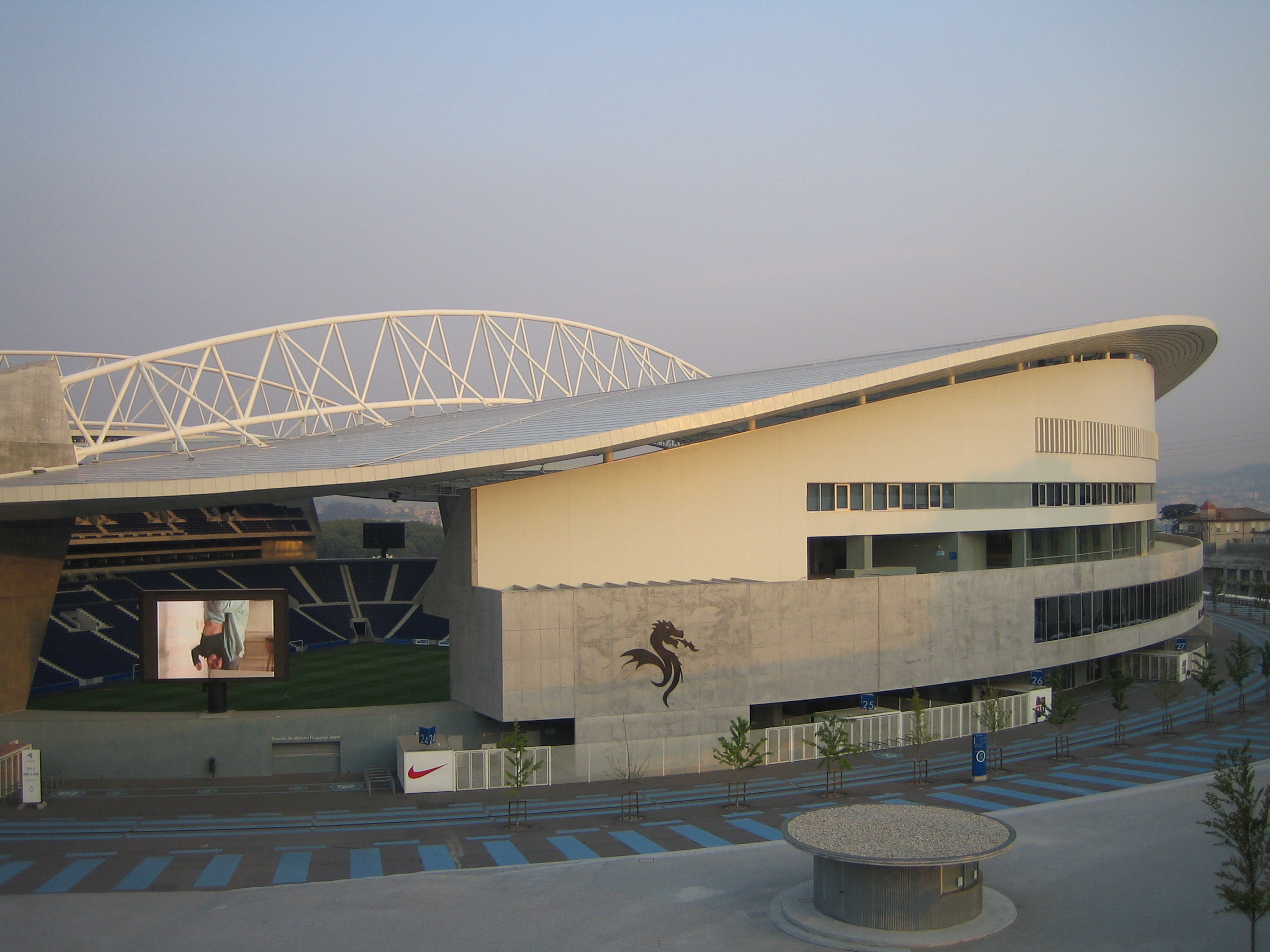
Stade du Dragon
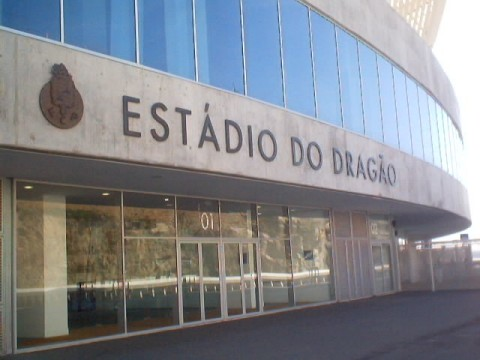
Entrée du stade

#### Centre d'entraînement et de formation sportive Porto Gaia
Le stade, le siège et les complexes sportifs du FC Porto sont situés dans le quartier populaire Antas à l'est de Porto, la seconde ville du Portugal. Cependant, le centre d'entraînement est situé à l'Olival, un village appartenant à la municipalité de la ville voisine, Gaia, rivale de Porto. Les deux villes sont séparées par le pont métallique Dom-Luís 1er.
À l'instar des meilleurs club européens et dans un souci de professionnalisme, le FC Porto dispose d'un centre d'entraînement et de formation de joueur situé à Gaia, la ville qui fait face à Porto de l'autre côté du Douro (le fleuve qui sépare les deux villes).
Le centre d'entrainement PortoGaia est composé de cinq terrains de football dont un synthétique et un couvert, d'un stade de 3 000 places, un ensemble moderne de restauration et d'hébergement et un centre de remise en forme.

#### Dragão Arena
C'est un complexe sportif situé aux abords du Stade du Dragon. Inauguré le 23 avril 2009, cet ensemble, construit sur une surface d'approximativement 8 300 mètres carrés et d'une capacité de 2 179 places assises, de l'autorité de la société PortoEstádio et de l'architecte Manuel Salgado, vise à remplacer les anciennes installations sportives « Antas », et l'emblématique pavillon « Américo de Sá », afin de développer les activités sportives annexes du club que sont le basket-ball, le handball, le hockey sur patin ainsi que le volley-ball. On y réalise également des évènements culturels comme des concerts ou des expositions. Enfin, la Dragão Arena sert de salle de vote pour les élections présidentielles du club.

#### Constituição Park
C'est le centre de référence du projet « Dragon Force » du FC Porto destiné aux jeunes joueurs ("les poussins"). Il est le résultat d'un projet de modernisation d'un des anciens stades du club : le « Campo da Constituição », qui fût la maison des Dragões de 1913 à 1952.
Il se compose d'un terrain de football à 11 en synthétique qui lui-même intègre deux terrains de football à 7, d'un terrain de football à 7 également en synthétique et d'un terrain de football à 5 en terre battue. Le centre compte aussi deux espaces dont l'un est destiné au suivi des activités sportives et qui est composé d'une réception, de 5 vestiaires, de vestiaires pour entraîneurs et pour arbitres, d'un département médical ainsi que d'un bar/restaurant. L'autre espace est destiné à l'organisation et la gestion du centre et est composé, entre autres, d'une réception, de zones administratives et d'une FC Porto Store.

#### Musée FC Porto
Le 28 septembre 2013, à l'occasion de la célébration des 120 ans du FC Porto, un musée retraçant l'histoire et les conquêtes du club omnisports est inauguré. Situé sous la tribune « est » du stade, le musée s'étend sur 7 000 mètres carrés carrés, lesquels sont scindés en 27 espaces thématiques.

#### Académie de Billard
La maison de l'une des sections les plus anciennes et les plus victorieuses de l'histoire du club a été inauguré en décembre 2014. Elle est située dans la tribune « est » du stade du Dragon, là où se trouvait, avant elle, une « FC Porto Store ». L'espace moderne de 600 mètres carrés se divise en deux salles offrant les meilleures conditions pour la pratique du billard de haut niveau. La qualité des installations et la capacité organisationnelle du FC Porto ont été largement félicité au fil des nombreux événements réalisés au sein de l'Academia de Bilhar, comme lors de la Coupe d'Europe des Clubs 2018, qui a réuni pas moins de 25 équipes et une centaine d'athlètes.

#### Piscines de Campanhã
Situé à quelques rues du stade, le complexe, qui a été cédé pour une période de 25 ans au FC Porto par la mairie de la ville de Porto, ne sert pas seulement à la section natation du club mais également aux sections de boxe et de sport adapté. Il compte, entre autres, une piscine olympique couverte de 50 mètres, la seule dans la ville et l'une des rares dans tout le pays.

#### FC Porto Store
Les « FC Porto Store » sont les boutiques officiels du club installées dans tout le pays, principalement à Porto et dans sa banlieue. On en compte actuellement neuf dont la dernière à ouvert en décembre 2023 à Lisbonne.
- FC Porto Store Estádio do Dragão, Via Futebol Clube do Porto, Porto
- FC Porto Store Constituição, rua da Constituição, Porto
- FC Porto Store Baixa, rua de Sá da Bandeira, Porto
- FC Porto Store Norte Shopping, rua João Mendonça, Senhora da Hora
- FC Porto Store Parque Nascente, Praceta Parque Nascente, Rio Tinto
- FC Porto Store Arrábida Shopping, Praceta de Henrique Moreira, Vila Nova de Gaia
- FC Porto Store Vila do Conde, Avenida Fonte Cova, Fashion Outlet, Vila do Conde
- FC Porto Store Mar Shopping, Avenida Dr. Óscar Lopes, Matosinhos
- FC Porto Store Centro Comercial Colombo, Avenida Lusíada, Lisbonne

### Aspects juridiques et économiques

#### Statut juridique et légal
La Futebol Clube do Porto - Futebol, SAD est une société anonyme sportive, constituée le 5 août 1997, dont les principaux actionnaires sont :
- Investiantas lda (société d'investissement sportif) 99 997 actions soit 49,9985 % des actions
- FCP (Futebol Clube do Porto) 80 000 actions soit 40 % des actions
- La Mairie de la ville de Porto 20 000 actions soit 10 % des actions[9]

#### Direction
Les organes sociaux de la société anonyme sportive sont le Conseil d'Administration, l'Assemblée Générale et le Conseil Fiscal et Disciplinaire. Pour le quadriennat 2024-2028, ils sont présidés respectivement par André Villas-Boas, António Manuel Lopes Tavares et Angelino Cândido de Sousa Ferreira.

#### Sponsors et équipementiers
| Période   | Équipementiers | Sponsors     |
| --------- | -------------- | ------------ |
| 1975–1983 | Adidas         | —            |
| 1983–1997 | Adidas         | Revigrés     |
| 1997–2000 | Kappa          | Revigrés     |
| 2000–2003 | Nike           | Revigrés     |
| 2003–2008 | Nike           | PT           |
| 2008–2011 | Nike           | TMN          |
| 2011–2014 | Nike           | MEO          |
| 2014–2015 | Warrior        | MEO          |
| 2015–2016 | New Balance    | —            |
| 2016–2018 | New Balance    | MEO          |
| 2018-2019 | New Balance    | Altice       |
| 2019-2022 | New Balance    | MEO / Altice |
| 2022-     | New Balance    | Betano       |

## Personnalités du club

### Présidents
L'actuel président du FC Porto est André Villas-Boas. Élu le 27 avril 2024 avec plus de 80 % des voix face à Jorge Nuno Pinto da Costa et Nuno Lobo, il devient le 32e président du FC Porto.
Élu le 17 avril 1982, Jorge Nuno Pinto da Costa va faire du FC Porto un des meilleurs clubs européens. En 1987 son équipe de football remporte Coupe des clubs champions européens, Coupe intercontinentale et Supercoupe de l'UEFA de football. En 1999 le FC Porto devient le premier club de football portugais pentacampeão (c'est-à-dire champion cinq fois de suite). En 2003, il inaugure l'Estádio do Dragão et fête la même saison un triplé historique championnat-coupe du Portugal-coupe UEFA. En 2004, il est touché par l'affaire dite du « sifflet doré » (en portugais : « Apito Dourado »), une enquête sur des soupçons de falsification, corruption et trafic d'influence dans le football portugais. Pinto da Costa est accusé, notamment sur la foi du témoignage de son ancienne compagne Carolina Salgado, qui l'accuse notamment de corruption d’arbitres. Cette dernière est finalement accusée de faux témoignage et Pinto da Costa acquitté de toute charge contre lui. Des écoutes téléphoniques des dirigeants du club sont alors publiées sur la plateforme Youtube : on y entend clairement les stratagèmes mis en place à l'époque afin de corrompre certains arbitres, notamment en mettant à leur disposition des prostituées. Néanmoins, toutes ces preuves n'ont pas pu être intégrées au dossier à la suite d'un vice de procédure. Après 42 ans de présidence, il est battu à l'élection de 2024 par André Villas-Boas.
António Nicolau d'Almeida est le président fondateur en 1893. José Monteiro da Costale relance en 1906 et fait construire le Campo da Rua da Rainha. Júlio Lencastre est en 1911 le premier président à remporter un titre, la première édition de la Coupe José Monteiro da Costa. Joaquim Silva lance en 1912 la construction du Campo da Constituição. Henrique Mesquita crée en 1918 le journal officiel du club Porto Sportivo (le journal O Porto sera lancé en 1949).
En 1922, sous Eurico Brites, le FC Porto remporte son premier titre national, la première édition du Championnat du Portugal, compétition précurseur de la Coupe du Portugal. Treize ans plus tard, sous Eduardo Dumont Vilares, le club remporte le premier championnat professionnel. En 1939, Ângelo César lance les travaux du Campo da Constituição, dont la capacité augmente à 20 000 places. Cesário Bonito fait en 1947 l'acquisition du terrain du futur Estádio das Antas, dont la première pierre est posée par Miguel Pereira deux ans plus tard et dont l'inauguration sera réalisée par Urgel Horta en 1952. Le complexe sera agrandi par leur successeur avec un piste de cyclisme, une piscine, une salle omnisports, etc.
En 1956, Cesário Bonito remporte un titre national de football, seize ans après le précédent. Une nouvelle période de disette s'achève en 1979, sous la présidence d'Américo de Sá, qui reste dix ans en poste jusqu'à l'arrivée de Jorge Nuno Pinto da Costa.
| No | Pays | Nom                        | Période   |
| -- | ---- | -------------------------- | --------- |
| 1  |      | António Nicolau d'Almeida  | 1893-1894 |
| 2  |      | José Monteiro da Costa     | 1906-1911 |
| 3  |      | Júlio Garcez de Lencastre  | 1911      |
| 4  |      | Guilherme do Carmo Pacheco | 1911-1912 |
| 5  |      | Joaquim Pereira da Silva   | 1912-1914 |
| 6  |      | António Borges d'Avellar   | 1914-1916 |
| 7  |      | António Martins Ribeiro    | 1916-1917 |
| 8  |      | Henrique Mesquita          | 1917-1920 |
| 9  |      | Antonio Pinto de Faria     | 1920-1922 |
| 10 |      | Eurico Brites              | 1922-1923 |
| 11 |      | Sebastião Ferreira Mendes  | 1923      |
| 12 |      | Domingos d'Almeida Soares  | 1923-1926 |
| 13 |      | Afonso Freire Themudo      | 1926-1927 |
| 14 |      | Sebastião Ferreira Mendes  | 1927-1928 |
| 15 |      | Urgel Horta                | 1928-1929 |
| 16 |      | Augusto Fernando Sequeira  | 1929-1930 |
| 17 |      | Eduardo Dumont Villares    | 1930-1931 |
| 18 |      | António Figueiredo e Melo  | 1931-1932 |
| 19 |      | Sebastião Ferreira Mendes  | 1932-1934 |
| 20 |      | Eduardo Dumont Villares    | 1934-1936 |

| No | Pays | Nom                               | Période     |
| -- | ---- | --------------------------------- | ----------- |
| 21 |      | Carlos Costa Júnior               | 1936-1938   |
| 22 |      | Ângelo César                      | 1938-1940   |
| 23 |      | Augusto Pires de Lima             | 1940-1941   |
| 24 |      | José Sousa Barcelos               | 1941-1944   |
| 25 |      | Luís Ferreira Alves               | 1944-1945   |
| 26 |      | Cesário Bonito                    | 1945-1948   |
| 27 |      | Júlio Ribeiro Campos              | 1948        |
| 28 |      | Miguel Pereira                    | 1948-1950   |
| 29 |      | Júlio Ribeiro Campos              | 1950-1951   |
| 30 |      | Urgel Horta                       | 1951-1954   |
| 31 |      | José Carvalho Moreira de Sousa    | 1954-1955   |
| 32 |      | Cesário Bonito                    | 1955-1957   |
| 33 |      | Paulo Pombo de Carvalho           | 1957-1959   |
| 34 |      | Luís Ferreira Alves               | 1959-1961   |
| 35 |      | José Maria do Nascimento Cordeiro | 1961-1965   |
| 36 |      | Cesário Bonito                    | 1965-1967   |
| 37 |      | Afonso Pinto de Magalhães         | 1967-1972   |
| 38 |      | Américo de Sá                     | 1972-1982   |
| 39 |      | Jorge Nuno Pinto da Costa         | 1982-2024   |
| 40 |      | André Villas-Boas                 | Depuis 2024 |

### Entraîneurs
Les deux entraîneurs ayant mené le club à la consécration européenne sont Artur Jorge en 1987, remplacé par le Yougoslave Tomislav Ivić la saison suivante, et José Mourinho en 2004, remplacé par l'Espagnol Víctor Fernández la saison suivante. Pour sa seule saison sur le banc, l'ancien adjoint de Mourinho André Villas-Boas remporte la Ligue Europa 2010-2011. Son prédécesseur Jesualdo Ferreira se signale en étant le seul entraîneur du FC Porto à avoir le titre de champion à trois reprises.
L'entraîneur ayant remporté le plus grand nombre de titres pour le club est le Français Adolphe Cassaigne entre 1907 et 1922 (1 championnat du Portugal, 9 championnats de Porto, 5 coupes José Monteiro da Costa). Celui ayant dirigé le plus de matchs est José Maria Pedroto (327). Si on ne s'en tient qu'aux rencontres internationales il s'agit de Jesualdo Ferreira (39).
Pendant la saison 1939-1940, Mihály Siska remporte treize victoires consécutives en championnat, un record qui a tenu jusqu’à la saison 2021-2022 où l’équipe entraînée par Sergio Conceição a gagné 16 matchs consécutivement.

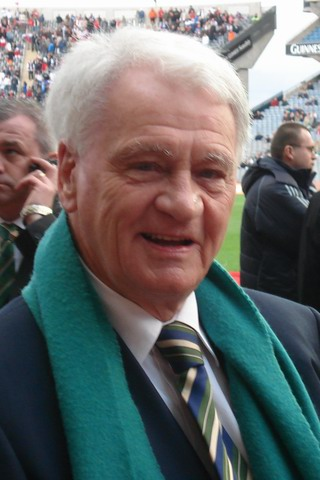
Bobby Robson (1994-1996)
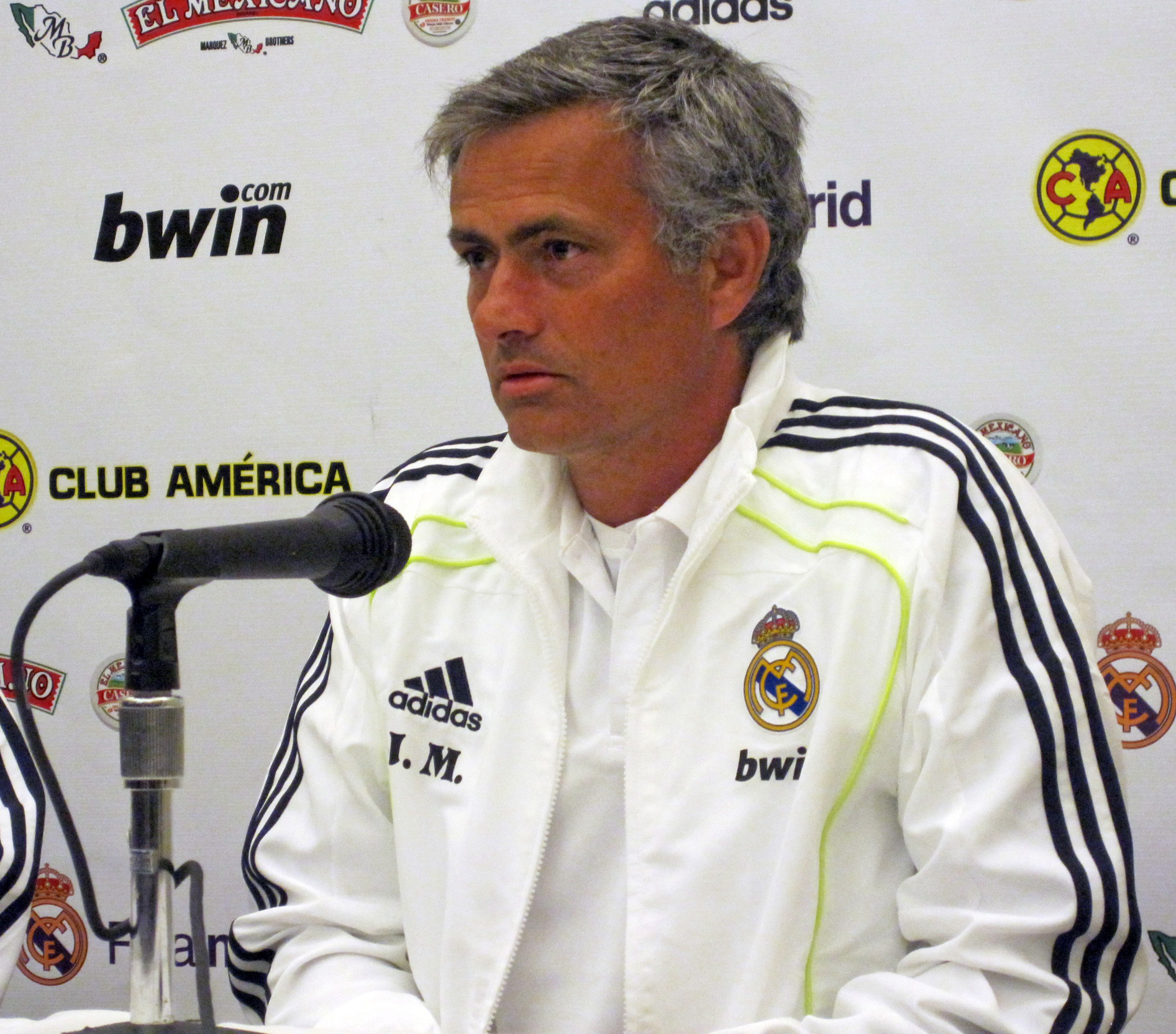
José Mourinho (2002-2004)
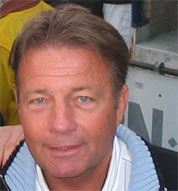
Co Adriaanse (2005-2006)
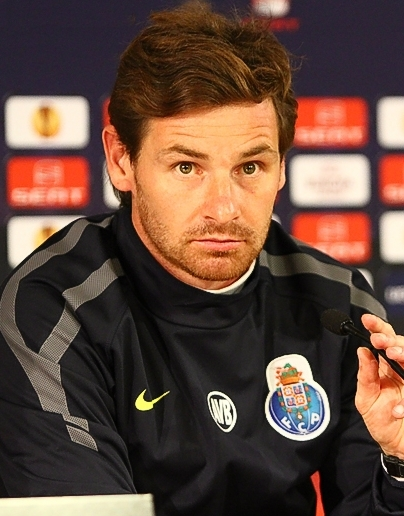
André Villas-Boas (2010-2011)
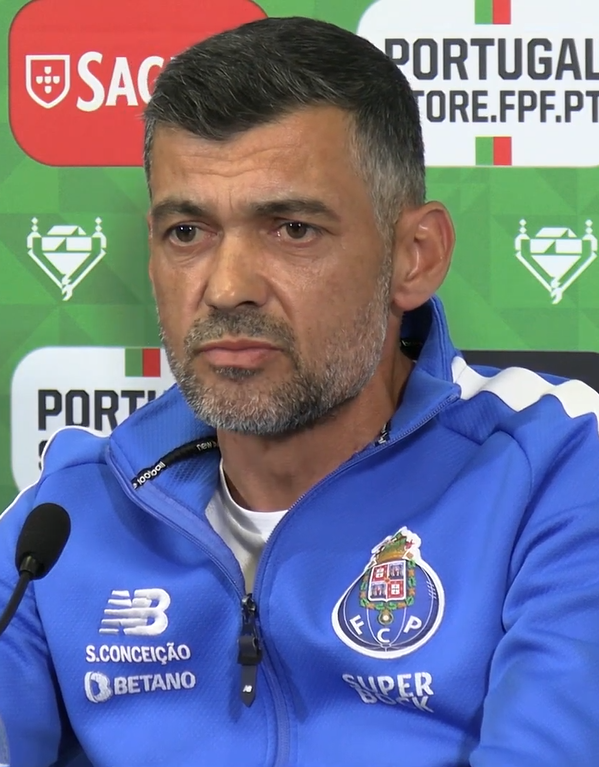
Sérgio Conceição (2017-2024)

| N° | Nat. | Nom                   | Période   |
| -- | ---- | --------------------- | --------- |
| 1  |      | Catullo Gadda (it)    | 1906-1907 |
| 2  |      | Adolphe Cassaigne     | 1907-1922 |
| 3  |      | Akös Teszler          | 1922-1927 |
| 4  |      | Alexandre Cal         | 1927-1928 |
| 5  |      | József Szabó          | 1928-1936 |
| 6  |      | Mihály Siska (pt)     | 1936      |
| 7  |      | Magyar Ferenc         | 1936      |
| 8  |      | Franz Gutkas          | 1936-1937 |
| 9  |      | Mihály Siska (pt)     | 1937-1942 |
| 10 |      | Lippo Hertzka         | 1942-1945 |
| 11 |      | József Szabó          | 1945-1947 |
| 12 |      | Carlos Nunes          | 1947      |
| 13 |      | Eladio Vaschetto (en) | 1947-1948 |
| 14 |      | Alejandro Scopelli    | 1948-1949 |
| 15 |      | Augusto Silva         | 1949-1950 |
| 16 |      | Francisco Reboredo    | 1950      |
| 17 |      | Anton Vogel           | 1950      |
| 18 |      | Dezső Gencsy          | 1950-1951 |
| 19 |      | Eladio Vaschetto (en) | 1951      |
| 20 |      | Luis Pasarín (en)     | 1952      |
| 21 |      | Lino Taioli (es)      | 1952-1953 |
| 22 |      | Cândido de Oliveira   | 1953-1954 |
| 23 |      | Fernando Vaz          | 1954-1955 |
| 24 |      | Dorival Yustrich      | 1955-1956 |
| 25 |      | Flávio Costa          | 1956-1957 |
| 26 |      | Dorival Yustrich      | 1957-1958 |
| 27 |      | Otto Bumbel           | 1958      |
| 28 |      | Béla Guttmann         | 1958-1959 |
| 29 |      | Ettore Puricelli      | 1959      |
| 30 |      | Ferdinand Daučík      | 1959-1960 |
| 31 |      | Francisco Reboredo    | 1960      |
| 32 |      | Otto Vieira           | 1960-1961 |
| 33 |      | Francisco Reboredo    | 1961      |
| 34 |      | György Orth           | 1961-1962 |
| 35 |      | Francisco Reboredo    | 1962      |
| 36 |      | Jenő Kalmár           | 1962-1963 |
| 37 |      | Otto Glória           | 1963-1965 |
| 38 |      | Flávio Costa          | 1965-1966 |
| 39 |      | Virgílio Mendes       | 1966      |
| 40 |      | José Maria Pedroto    | 1966-1969 |
| 41 |      | António Morais        | 1969      |
| 42 |      | Elek Schwartz         | 1969-1970 |
| 43 |      | Vieirinha             | 1969-1970 |
| 44 |      | Tommy Docherty        | 1970      |
| 45 |      | António Teixeira      | 1970-1971 |

| N° | Nat. | Nom                  | Période     |
| -- | ---- | -------------------- | ----------- |
| 46 |      | Artur Baeta          | 1971        |
| 47 |      | Paulo Amaral         | 1971-1972   |
| 48 |      | António Feliciano    | 1972        |
| 49 |      | Fernando Riera       | 1972-1973   |
| 50 |      | Béla Guttmann        | 1973-1974   |
| 51 |      | Aymoré Moreira       | 1974-1975   |
| 52 |      | Monteiro da Costa    | 1975        |
| 53 |      | Branko Stanković     | 1975-1976   |
| 54 |      | Monteiro da Costa    | 1976        |
| 55 |      | José Maria Pedroto   | 1976-1980   |
| 56 |      | Hermann Stessl       | 1980-1982   |
| 57 |      | José Maria Pedroto   | 1982-1983   |
| 58 |      | António Morais       | 1983-1984   |
| 59 |      | Artur Jorge          | 1984-1987   |
| 60 |      | Tomislav Ivić        | 1987-1988   |
| 61 |      | Quinito              | 1988        |
| 62 |      | Alfredo Murça        | 1988        |
| 63 |      | Artur Jorge          | 1988-1991   |
| 64 |      | Carlos Alberto Silva | 1991-1993   |
| 65 |      | Tomislav Ivić        | 1993-1994   |
| 66 |      | Bobby Robson         | 1994-1996   |
| 67 |      | António Oliveira     | 1996-1998   |
| 68 |      | Fernando Santos      | 1998-2001   |
| 69 |      | Octávio Machado      | 2001-2002   |
| 70 |      | José Mourinho        | 2002-2004   |
| 71 |      | Luigi Delneri        | 2004        |
| 72 |      | Víctor Fernández     | 2004-2005   |
| 73 |      | José Couceiro        | 2005        |
| 74 |      | Co Adriaanse         | 2005-2006   |
| 75 |      | Rui Barros           | 2006        |
| 76 |      | Jesualdo Ferreira    | 2006-2010   |
| 77 |      | André Villas-Boas    | 2010-2011   |
| 78 |      | Vítor Pereira        | 2011-2013   |
| 79 |      | Paulo Fonseca        | 2013-2014   |
| 80 |      | Luís Castro          | 2014        |
| 81 |      | Julen Lopetegui      | 2014-2016   |
| 82 |      | José Peseiro         | 2016        |
| 83 |      | Nuno Espírito Santo  | 2016-2017   |
| 84 |      | Sérgio Conceição     | 2017-2024   |
| 85 |      | Vítor Bruno          | 2024-2025   |
| 86 |      | Martín Anselmi       | 2025        |
| 87 |      | Francesco Farioli    | Depuis 2025 |

### Joueurs emblématiques
Parmi les joueurs ayant marqué l'histoire du club, la FIFA distingue Valdemar Mota, vedette du club dans les années 1920 et 1930 ; les meilleurs buteurs du championnat du Portugal Pinga, Costuras, Correia Dias, le Yougoslave Slavko Kodrnja, António Araújo et le Brésilien Azumir Veríssimo ; António Oliveira et les attaquants Seninho et Duda dans les années 1970 ; les vainqueurs de la Coupe d'Europe en 1987 Fernando Gomes, António Frasco, Rabah Madjer, Paulo Futre ; le buteur bréslien Mário Jardel ; les vainqueurs de la Coupe d'Europe en 2004 Jorge Costa, Maniche, Ricardo Carvalho, Benni McCarthy et Deco. Parmi les autres vainqueurs de 1987 et 2004, on peut ajouter Jaime Magalhães, António André, João D. Pinto ou encore le gardien de but Vítor Baía. Les internationaux argentins Lisandro Lopez ou Lucho González comme, dans les années 2010, le gardien espagnol Iker Casillas de même que les champions d'Europe portugais 2016 João Moutinho et Pepe.